# 差猜·春哈旺
差猜·春哈旺（RTGS：Chatchai Chunhawan； 1920年4月5日—1998年5月6日），泰国第17任泰國總理（1988年－1991年）。

## 生平
其出身泰国华僑，漢姓林，祖籍为汕頭澄海。1940年毕业于泰國皇家军事学院後即入伍服役至1949年，退伍后從政历任多国大使以及外交部长、工业部长、副首相等职。1974年参与创建泰国民族党，后任该党领袖。1976年3月，参与创立泰中友好协会，并任主席。
1988年8月差猜·春哈旺出任首相兼国防部长，因其內閣充滿貪汙，被稱為吃國家的自助餐內閣 (buffet Cabinet)。1990年3月辞去国防部长一职。不過本人偏自由派，在當時支持民主運動開始參政。
1991年2月23日，三军最高统帅顺通·空颂蓬上将和苏钦达上将以反貪污為名发动不流血军事政变，差猜政府被推翻，自此流亡英國隱居餘生。